# Акай (Кармакшинський район)
Ака́й (каз. Ақай) — село у складі Кармакшинського району Кизилординської області Казахстану. Адміністративний центр та єдиний населений пункт Акайського сільського округу.
У радянські часи село було частиною міста Ленінськ.
Населення — 5478 осіб (2021; 3853 у 2009, 1243 у 1999).